# Al-Jaish SC
El Al-Jaish Sports Club Damasco (en árabe: نادي الجيش الرياضي‎) es un equipo de fútbol de la ciudad de Damasco en Siria fundado en 1947, el club milita en la Liga Premier de Siria, siendo el que más veces la ha ganado 17 veces. 

## Palmarés
- Liga Premier de Siria: 17

1973, 1976, 1979, 1985, 1986, 1998, 1999, 2001, 2002, 2003, 2010, 2013, 2015, 2016, 2017, 2018, 2019
- Copa de Siria: 8

1967, 1986, 1997, 1998, 2000, 2002, 2004, 2014
- Copa de la AFC: 1

2004

## Participaciones en competiciones de la AFC
- Liga de Campeones de la AFC: 2 apariciones

2002-03: Eliminatoria Oeste – 4.ª ronda
2005: Fase de grupos
- Copa de la AFC: 4 apariciones

2004: Campeón
2010: Fase de grupos
2011: Fase de grupos
2014: Fase de grupos
- Recopa de la AFC: 1 aparición

1999-00: Segunda ronda

## Jugadores

### Jugadores destacados
- Hassouneh Al-Sheikh
- Ahmed Hayel
- Emmanuel Figo Kabia
- Feras Esmaeel
- Kawa Hesso
- Meaataz Kailouni
- Hugo Acosta
- Phillimon Chepita
- Zachariah Simukonda